# Лукас Блек
Лу́кас Блек (англ. Lucas Black, нар. 29 листопада 1982 р в місті Декейтер, штат Алабама, США) — американський кіноактор, найбільш відомий за роллю Шона Босуела у фільмі «Потрійний форсаж: Токійський дрифт».

## Біографія
Перший раз у фільмі Лукас зіграв в одинадцять років, коли його запросили на роль у картині «Війна». До цього Лукас не мав ніякого сценічного досвіду, проте з роллю впорався відмінно. Його першим партнером по фільму став видатний Кевін Костнер.
Через рік Лукасу запропонували іншу цікаву роль в зворушливою мелодрамі «Вигострене лезо». Боб Торнтон, сценарист, отримав за цю картину «Оскар», а Лукас премію «Сатурн» як найкращий молодий актор. Через рік після сліпучого початку кар'єри акторові пропонують зіграти роль разом з Джексом Вудсом і Алеком Болдуіном в картині «Привиди Міссісіпі». Після декількох успішно зіграних ролей Лукасу стали пропонувати ролі в серіалах, найвідомішими з яких стали серіали «Цілком таємно» і «Надія Чикаго». Після цих серіалів Лукас ще не раз отримував ролі у фільмах, які згодом ставали відомими.
Через деякий час Лукас почав працювати у Келвіна Кляйна моделлю, закінчуючи при цьому свою освіту в Алабамі. В недалекому майбутньому Блек поставив ансамбль разом з такими знаменитостями, як Рене Зеллвегер, Ніколь Кідман і Наталі Портман. Дана картина була номінована на безліч нагород, але судді з незрозумілої причини дружно її проігнорували. Єдину нагороду вручили Рене Зеллвегер як найкращій акторці другого плану.
Поступово Лукас став вибірково ставитися до ролей, часто навіть відмовлявся від них. Незабаром Блек зіграв у трилері «Тихий омут», в драмі «У променях слави», а потім у драмі «Морпіхи», яку аудиторія так і не визнала.
У вільний від акторських буднів час Лукас любить зайнятися спортом, пограти в баскетбол, футбол або гольф.

## Фільмографія
| Рік       |   | Українська назва                     | Оригінальна назва                     | Роль                                       |
| --------- | - | ------------------------------------ | ------------------------------------- | ------------------------------------------ |
| 1994      | ф | Війна                                | The War                               | Ебб Ліпнікі                                |
| 1995—1996 | с | Американська Готика                  | American Gothic                       | Калеб Темпл (22 епізоди)                   |
| 1996      | ф | Вигострене лезо                      | Sling Blade                           | Френк Вітлі                                |
| 1997      | ф |                                      | Flash                                 | Коннор Стронг                              |
| 1997      | с | Чиказька надія                       | Chicago Hope                          | Ной Філдінг (Епізод: "The Son Also Rises") |
| 1998      | ф | Цілком таємно                        | The X-Files                           | Стіві                                      |
| 1999      | ф |                                      | Crazy in Alabama                      | Пітер Джозеф "Піджо" Булліс                |
| 2000      | ф | Нестримні серця                      | All the Pretty Horses                 | Джиммі Блевінс                             |
| 2003      | ф | Холодна гора                         | Cold Mountain                         | Оклі                                       |
| 2004      | ф | У променях слави                     | Friday Night Lights                   | Майкл «Майк» Вінчелл                       |
| 2005      | ф | Тихий омут                           | Deepwater                             | Нет Баньян                                 |
| 2005      | ф | Морпіхи                              | Jarhead                               | капрал Кріс Крюгер                         |
| 2006      | ф | Потрійний форсаж: Токійський дрифт   | The Fast and the Furious: Tokyo Drift | Шон Босвелл                                |
| 2009      | ф |                                      | Get Low                               | Бадді Робінсон                             |
| 2010      | ф | Легіон                               | Legion                                | Джип Генсон                                |
| 2012      | ф | Обітований край                      | Promised Land                         | Пол Гірі                                   |
| 2013      | ф | 42                                   | 42                                    | Пі Ві Різ                                  |
| 2014—2016 | с | Морська поліція: Полювання на вбивць | NCIS                                  | Крістофер ЛаСаль (4 епізоди)               |
| 2014—2019 | с | Морська поліція: Новий Орлеан        | NCIS: New Orleans                     | Крістофер ЛаСаль (125 епізодів)            |
| 2015      | ф | Форсаж 7                             | Furious 7                             | Шон Босвелл                                |
| 2021      | ф | Форсаж 9                             | Fast & Furious 9                      | Шон Босвелл                                |